# Alan Anderson
Alan Jeffery Anderson (nascut el 16 d'octubre de 1982 a Minneapolis, Minnesota) és un jugador professional de bàsquet estatunidenc que actualment juga als Toronto Raptors de l'NBA, i que havia jugat anteriorment al Futbol Club Barcelona. Juga en la posició d'escorta. Va actuar a la Universitat Estatal de Michigan i el 2000 va participar en l'Usa Basketball Youth Development Festival, liderant l'equip del nord cap a la medalla d'or.

## Trajectòria

### Universitat
Va jugar durant 4 temporades amb els Spartans de la Universitat Estatal De Michigan en les quals va fer de mitjana 9,5 punts i 4,2 rebots per partit. En la seva última temporada va ser elegit en el tercer millor quintet de la Big Ten Conference.

### Professional
Després de no ser elegit en el Draft de l'NBA del 2005, va fitxar pels Charlotte Bobcats, jugant 53 partits en dues temporades, en les quals va amitjanar 5,8 punts per partit, jugant també el seu segon any alguns partits amb els Tulsa 66ers de la Nba D-league, en els quals va amitjanar 15,8 punts i 3,8 rebots per partit.
Després, els petrodòlars russos el van portar al Triumph Liubertsy, i més tard va debutar en l'Eurolliga amb la Cibona Zagreb, enlluernant gràcies a la seva capacitat encistelladora. Ja a l'aparador on el van veure els grans equips europeus, Anderson va aconseguir un contracte amb el Maccabi Tel Aviv.
A l'equip hebreu no hi va acabar d'encaixar, i malgrat alguns flaixos de talent no va convèncer els dirigents macabeus per seguir un any més. Es va rumorejar el seu fitxatge pel Reial Madrid després de certs comentaris apareguts a les seves xarxes socials, però finalment va tornar a la D-League, competició en la qual defensà la samarreta dels New Mexico Thunderbirds.
Malgrat que el 2010 es va parlar sobre la possibilitat que Anderson estigués tramitant l'obtenció del passaport croat, segueix sent considerat tots els efectes jugador extracomunitari.
Actualment milita al Regal Barça, equip que va fitxar-lo durant el mercat d'hivern, igualment com a Joe Ingles, a causa de les moltes baixes per lesió produïdes al lloc d'aler, com ara les de Pete Mickeal, Gianluca Basile, i Joan Carles Navarro.
En la seva primera final de la Copa del Rei amb el Regal Barça, va ser MVP del partit amb 19 punts, 4 rebots i una assistència, que li van servir per completar una valoració general de +15.